# Rhizoctonia stahlii
Rhizoctonia stahlii é uma espécie de fungo pertencente à família Ceratobasidiaceae.